# 남아제르바이잔어 위키백과

남아제르바이잔어 위키백과 로고

남아제르바이잔어 위키백과는 남아제르바이잔어로 된 위키백과이며 아랍 문자로 쓰여진다. 현재 100,000개 이상의 문서가 있다. 기호는 azb이다. 남아제르바이잔어는 이란 북서부의 일부 도시와 이란령 아제르바이잔에서 4천만명이 사용하는 방언이다. 아제르바이잔어가 라틴 문자를 사용하는데 반해 남아제르바이잔어는 아랍 문자를 문자로 쓴다.

## 역사
- 2015년 7월 29일 시작되었다.[1]
- 2004년 4월 9일 - 1,000번째 문서 돌파
- 2016년 9월 18일 - 10,000번째 문서 등재
- 2017년 11월 29일 - 50,000번째 문서 등재
- 2018년 8월 9일 - 100,000번째 문서 등재

## 통계
2019년 3월 19일 현재 13만여 개의 문서와 4명의 관리자, 87명의 활동적인 사용자를 갖고 있다.